# Cargeghe
Cargeghe (en sarde : Carzeghe) est une commune de la province de Sassari en Sardaigne (Italie).

## Géographie

### Communes limitrophes
Cargeghe est attenant aux communes de Codrongianos, Florinas, Muros, Osilo et Ossi.

## Administration
| Période                                  | Période  | Identité     | Étiquette | Qualité |
| ---------------------------------------- | -------- | ------------ | --------- | ------- |
| 29 mai 2006                              | En cours | Franco Spada |           |         |
| Les données manquantes sont à compléter. |          |              |           |         |

### Évolution démographique
Habitants recensés

## Culture et patrimoine
- Domus de janas de Pescialzu
- Domus de janas de Pedras Serradas et de S'Elighe Entosu
- Le Crastu Longu

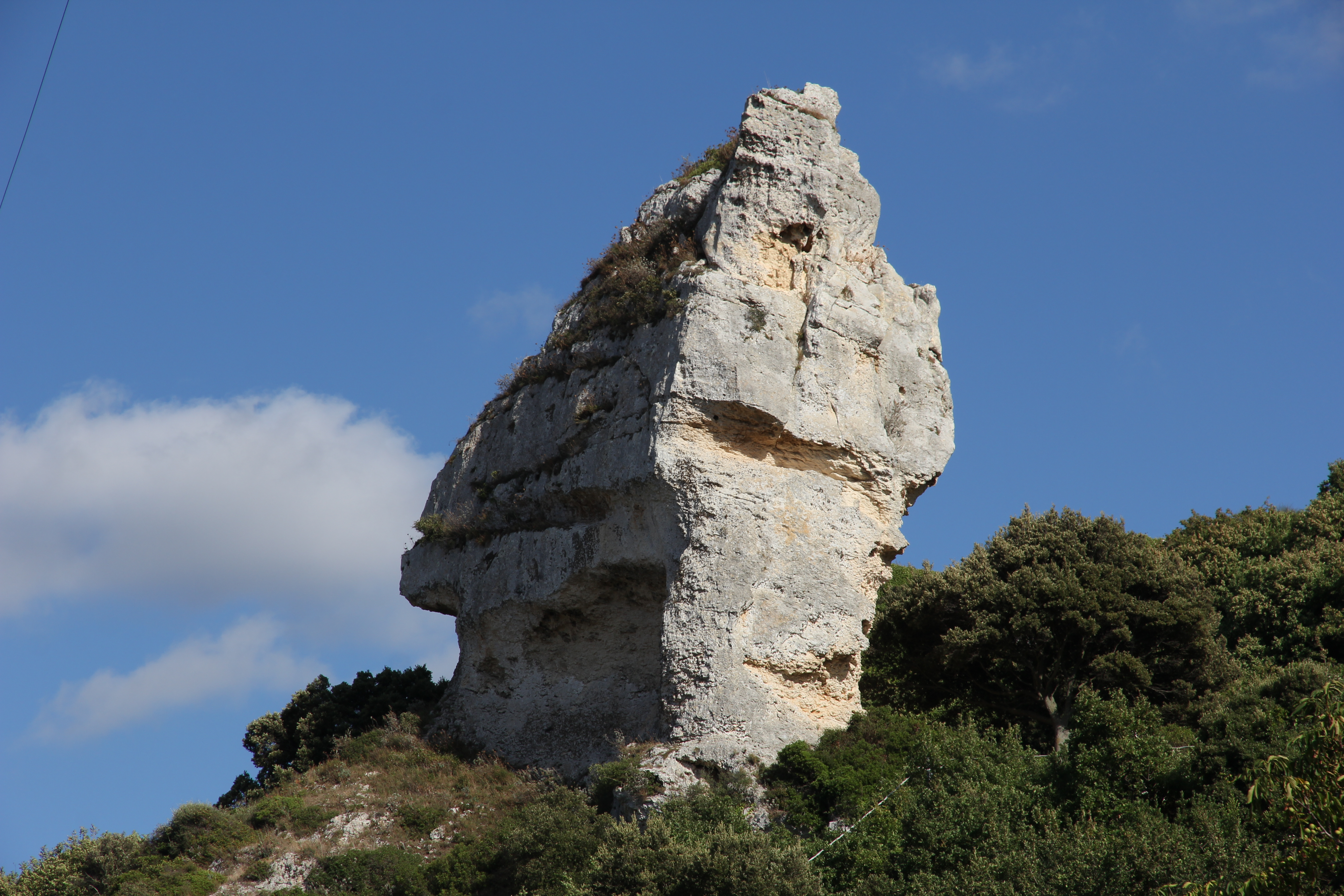
Crastu Longu